# Závod Běchovice–Praha

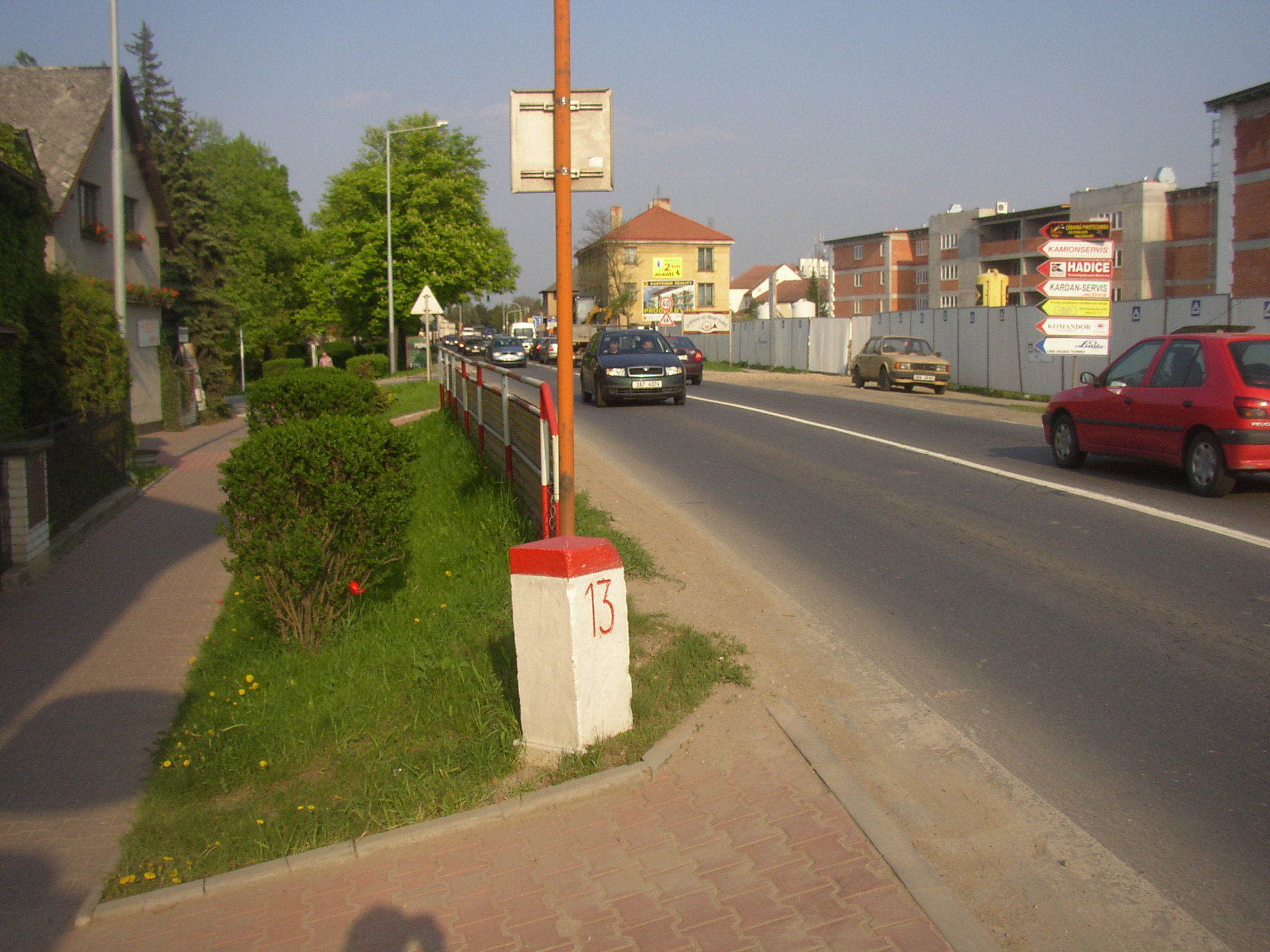
Kilometrovník 13 – místo startu

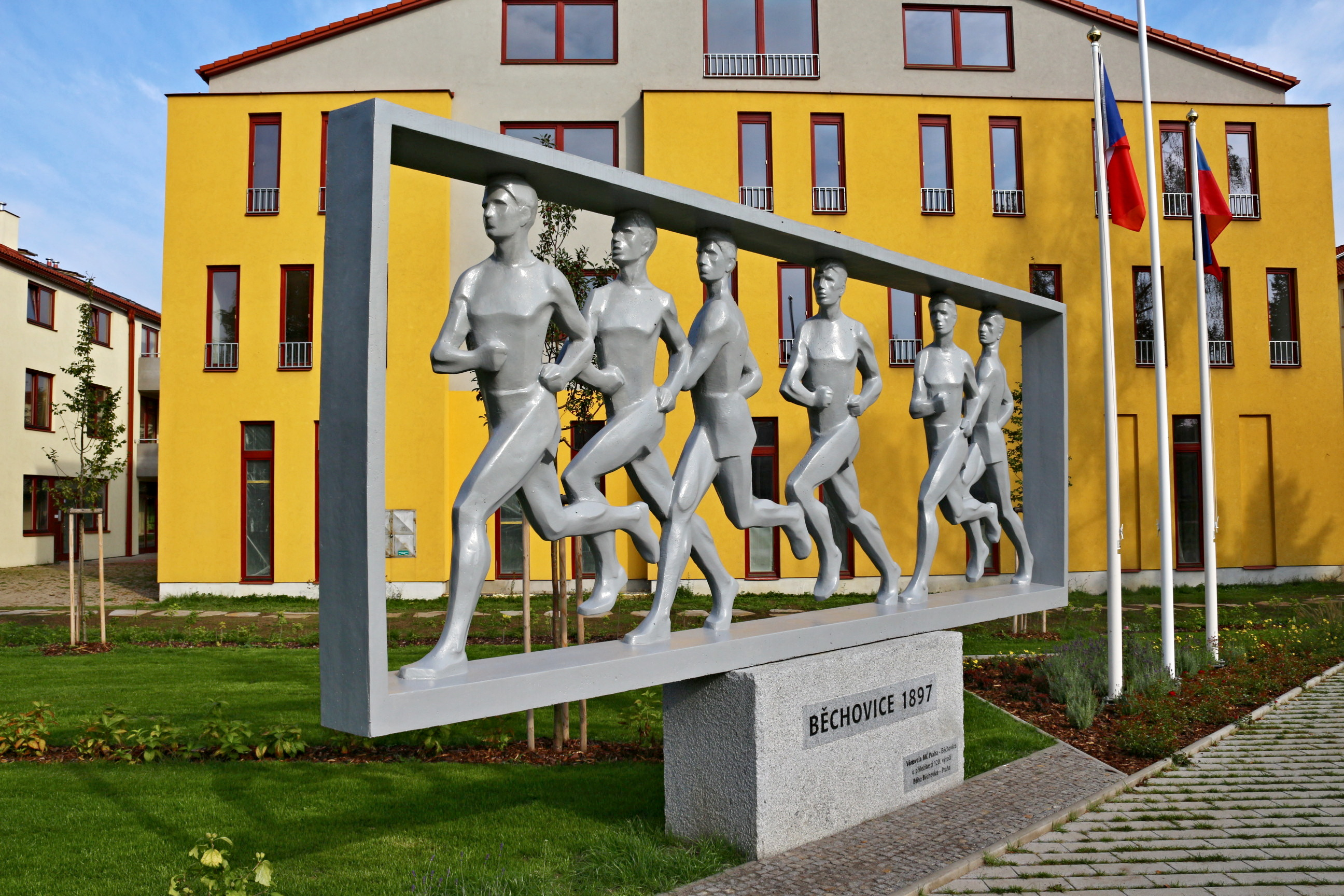
Pomník závodu v parčíku poblíž startu

Závod Běchovice–Praha je nejstarší silniční běžecký závod v Evropě. 

## Historie
Závod se běhá bez přerušení od roku 1897 (čas prvního vítěze Jakuba Wolfa byl 39:03). Trať měří přesně 10 031 metrů. Jeho start je také tradiční, začíná se poslední zářijovou neděli u kilometrovníku číslo 13 na Českobrodské ulici v Běchovicích, což je od Běchovic silnice I/12 z Prahy do Kolína. Cíl závodu se nachází na křižovatce ulic Hartigova a Za Žižkovskou vozovnou v Praze 3 na Žižkově.
V roce 2024 se má konat 128. ročník jakožto Mistrovství České republiky v silničním běhu na 10 kilometrů dne 29. září.[zdroj?]
Závod je zahrnut do světového atletického dědictví, když v roce 2020 obdržel od světové atletické organizace World Athletics ocenění Heritage Plaque jako nejstarší nepřerušený běžecký závod v Evropě.

## Rekordy závodu
Hodnoty jsou platné po 127. ročníku v roce 2023.
| Výkon                           | Běžec               | Hodnota | Rok       |
| ------------------------------- | ------------------- | ------- | --------- |
| Nejlepší čas – muži             | Laban Chege         | 28:33   | 1996      |
| Nejlepší čas – ženy             | Glorius Jepkiruiová | 32:41   | 2023      |
| Nejlepší čas – junioři          | Benson Barus        | 29:55   | 1998      |
| Nejlepší čas – juniorky         | Helena Volná        | 34:35   | 1998      |
| Nejvyšší počet běžců/kyň v cíli | Muži a ženy         | 3 552   | 1982      |
| Nejvyšší počet běžkyň v cíli    | Ženy                | 688     | 2022      |
| Nejvyšší počet účastí – muži    | Vladimír Kříž       | 61×     | 1963–2023 |
| Nejvyšší počet účastí – ženy    | Věnceslava Pokorná  | 37×     | 1980–2018 |

1. ↑  Maximální kapacita závodu, resp. přihlášených běžců a běžkyň ve všech kategoriích byla v roce 2015 určena na 3333 účastníků. Pokud se tedy tento počet nezmění, rekord již nepadne.

## Medaile
Hodnoty jsou platné po 127. ročníku v roce 2023.

### Muži
| Pořadí | Běžec           | Zlato | Stříbro | Bronz | Roky      |
| ------ | --------------- | ----- | ------- | ----- | --------- |
| 1.     | Róbert Štefko   | 7     | 2       | 0     | 1991–2008 |
| 2.     | Lubomír Tesáček | 5     | 2       | 0     | 1982–1991 |
| 3.     | Arnošt Nejedlý  | 4     | 3       | 0     | 1899–1908 |

### Ženy
| Pořadí | Běžkyně                      | Zlato | Stříbro | Bronz | Roky      |
| ------ | ---------------------------- | ----- | ------- | ----- | --------- |
| 1.     | Petra Drajzajtlová-Kamínková | 11    | 3       | 4     | 1998–2016 |
| 2.     | Ludmila Melicherová          | 5     | 0       | 0     | 1982–1988 |
| 3.     | Šárka Balcarová              | 3     | 1       | 1     | 1975–1981 |